# Festivalbar 1982
La diciannovesima edizione del Festivalbar si svolge nell'estate del 1982 e viene condotto da Vittorio Salvetti, che il 21 giugno presenta alla stampa i ventisei brani in gara.
Gli ascoltatori, attraverso la gettonatura dei brani in gara nei trentamila juke-box sparsi per l'Italia e l'invio di apposite cartoline, segnalano il proprio artista preferito.
Il vincitore della manifestazione è Miguel Bosé con Bravi ragazzi.
Claudio Baglioni fu invitato come ospite d’onore e venne premiato per il suo straordinario primato: nell’estate del 1982, infatti, diventò il primo artista italiano nella storia a realizzare un tour nei grandi stadi e nei maggiori spazi all’aperto, totalizzando un'affluenza record di oltre un milione di spettatori con il Tour Alé-Oó.
Altri premi speciali per Loredana Bertè con Non sono una signora (categoria donne), Ron con Guarda chi si vede (categoria album) e Giuni Russo con Un'estate al mare (Premio DiscoVerde).
La serata della finale avrebbe dovuto esibirsi come ospite Renato Zero con la canzone Sterili, ma la sua richiesta di non comparire nel corso della diretta televisiva viene respinta, con annullamento della sua esibizione.
Fu l'ultima edizione a venire trasmessa dalla Rai, precisamente sulla Rete 2, prima del passaggio alle reti Fininvest, precisamente su Canale 5.

## Canzoni e cantanti partecipanti
| Interprete        | Canzone                       | Note                                                                                   |
| ----------------- | ----------------------------- | -------------------------------------------------------------------------------------- |
| Alice             | Messaggio                     | presente alla finale dell'Arena di Verona                                              |
| Loredana Bertè    | Non sono una signora          | presente alla finale dell'Arena di Verona, vince il Festivalbar per la categoria donne |
| Miguel Bosé       | Bravi ragazzi                 | presente alla finale dell'Arena di Verona, vince il Festivalbar (trofeo Zabov)         |
| David Bowie       | Cat People (Putting Out Fire) |                                                                                        |
| Alberto Camerini  | Tanz bambolina                | presente alla finale dell'Arena di Verona                                              |
| Stella Carnacina  | Antille                       |                                                                                        |
| Mario Castelnuovo | Illa                          |                                                                                        |
| Ivan Cattaneo     | Toro! Torero!                 |                                                                                        |
| Chicago           | Hard to say I'm sorry         |                                                                                        |
| Dianne Cobb       | Take a Heart                  |                                                                                        |
| Fabio Concato     | Domenica bestiale             |                                                                                        |
| Pino D'Angiò      | Fammi un panino               |                                                                                        |
| Franco Dani       | Dove vai                      |                                                                                        |
| Peppino Di Capri  | Forever                       |                                                                                        |
| Dik Dik           | Giornale di bordo             |                                                                                        |
| Tony Esposito     | Pagaia                        |                                                                                        |
| Genesis           | Paperlate                     |                                                                                        |
| Sandro Giacobbe   | Sarà la nostalgia             |                                                                                        |
| Imagination       | Music and Lights              |                                                                                        |
| Elton John        | Blue Eyes                     |                                                                                        |
| Gianni Morandi    | Marinaio                      |                                                                                        |
| Nada              | Ti stringerò                  | presente alla finale dell'Arena di Verona                                              |
| Marina Occhiena   | Serenata                      |                                                                                        |
| Giusto Pio        | Legione straniera             |                                                                                        |
| Ron               | Anima                         | presente alla finale dell'Arena di Verona, premio per l'album Guarda chi si vede       |
| Franco Simone     | Sogno della galleria          |                                                                                        |

## Ospiti
| Interprete         | Canzone               | Note                                                                                                   |
| ------------------ | --------------------- | --- |
| Riccardo Cocciante | Celeste nostalgia     | ospite "Juke-box superstar", presente alla finale dell'Arena di Verona presenta anche Un nuovo amico   |
| Pooh               | Canzone per l'inverno | ospite "Juke-box superstar"                                                                            |
| Antonello Venditti | Dimmelo tu cos'è      | ospite "Juke-box superstar", presente alla finale dell'Arena di Verona presenta anche Sotto la pioggia |
| Rettore            | Lamette               | ex vincitore, presente alla finale dell'Arena di Verona                                                |
| Marcella Bella     | Problemi              | ex vincitore, presente alla finale dell'Arena di Verona                                                |
| Teresa De Sio      | Voglia 'e turnà       | presente alla finale dell'Arena di Verona                                                              |
| Toto               | Rosanna               | presente alla finale dell'Arena di Verona                                                              |
| Accademia          | Accademia in classics | presente alla finale dell'Arena di Verona                                                              |

## Partecipanti al Discoverde
|   | Interprete                 | Canzone                   | Note                                                            |
| - | -------------------------- | ------------------------- | --------------------------------------------------------------- |
| 1 | Giuni Russo                | Un'estate al mare         | vince il Disco Verde, presente alla finale dell'Arena di Verona |
|   | Nino Buonocore             | Yaya                      | finalista, presente alla finale dell'Arena di Verona            |
|   | Walter Foini               | Canzone dedicata          | finalista, presente alla finale dell'Arena di Verona            |
|   | Garbo                      | Vorrei regnare            | finalista, presente alla finale dell'Arena di Verona            |
|   | La Bottega Dell'Arte       | Nelle Stelle Nel Vento    |                                                                 |
|   | Gerardo Gargiulo           | Una Gita Sul Po           |                                                                 |
|   | Jo Chiarello               | In bianco                 |                                                                 |
|   | Gruppo Italiano            | Fare fare                 |                                                                 |
|   | Video                      | Moviola                   |                                                                 |
|   | Massimo Morante            | Corsari                   |                                                                 |
|   | Milk and Coffee            | L'amore viene e va        |                                                                 |
|   | Deluxe                     | Hanno ucciso Mickey Mouse |                                                                 |
|   | Beppe Starazza e i Vortici | Disco frenesia            |                                                                 |

I quattro finalisti partecipanti al Disco Verde vengono selezionati attraverso la televisione, 150 radio e le classifiche di TV Sorrisi & Canzoni.

## Organizzazione
RAI

## Direzione Artistica
- Vittorio Salvetti